# Siân
Siân [ˈʃɑn] ist als walisische Form von Jeanne (dt.: Jana, eine Kurzform von Johanna) ein walisischer weiblicher Vorname. Außerhalb des walisischen Sprachgebiets ist die Form Sian gebräuchlich.

## Namensträgerinnen
- Sian Barbara Allen (1946–2025), amerikanische Schauspielerin und Schriftstellerin
- Siân Berry (* 1974), britische Politikerin
- Siân Busby (1960–2012), britische Schriftstellerin
- Sian Clifford (* 1982), britische Schauspielerin
- Sian Doody (* 1962), walisische Badmintonspielerin
- Sian Evans (* 1971), walisische Sängerin
- Siân Grigg (* 1969), britische Maskenbildnerin
- Sian Christina MacLeod (* 1962), britische Diplomatin
- Sian Massey-Ellis (* 1985), englische Fußballschiedsrichterassistentin
- Siân Phillips (* 1933), britische Schauspielerin
- Sian Thomas (* 1953), britische Schauspielerin
- Sian Welch (* 1966), US-amerikanische Triathletin